# Euskal Haziak
L'association Euskal Haziak (les graines basques en basque) est une fédération qui regroupe les parents, enseignants et chefs d'établissements de l'enseignement catholique bilingue du Pays basque français.

## Historique

### Les prémices des années 1960
- 1967 : ouverture de la première  classe maternelle bascophone dans l'Enseignement catholique à Bayonne.
- 1968 : création de l'association de parents d'élèves Kanboko Ikasleak à l'école Sainte Marie de Cambo-les-Bains par Inès Larroulet, parent, et Kati Itçaina, directrice.
- 1969 : naissance de Seaska, fédération des ikastolas du Pays basque nord.

### La prise de conscience des années 1970
- 1971 : création de l'association de parents d'élèves Endaiako xitoak à l'école Saint Vincent de Hendaye.
- 1976 : ouverture d'une classe maternelle bascophone à l'école Saint Joseph de Saint-Jean-de-Luz.
- 1977 : création de l'association de parents d'élèves Haurtxoak à l'école Saint Joseph de Saint-Jean-de-Luz.

### La structuration éducative des années 1980
- 1981 : élection à la présidence de la France de François Mitterrand avec dans ses 101 propositions la création d'un département basque et l'enseignement en langue régionale.
- 1983 : création de la fédération Euskal Haziak sous recommandation de l'abbé Dokhelar, directeur diocésain de l'enseignement catholique par les trois associations précitées.
- 1983 : ouverture de la première classe maternelle bilingue dans l'Enseignement public à Sare.
- 1987 : disparition de l'association Endaiako xitoak de Hendaye par manque de local.

### Liste des présidents successifs
- 1983-1986 : Gaxuxa Elhorga-Dargains
- 1986-1996 : Jean-Pierre Etcheverry
- 1996-2001 : Beñat Arbelbide
- 2001-2003 : Battitt Haïçaguerre
- 2003-2006 : Iban Larroulet
- 2006-2014 : Paxkal Bourgoin
- 2014-2016 : Paxkal Irubetagoyena
- 2016-2017 : Añamari Irungaray
- 2017- (en cours) : Laetitia Eizmendi

## Organisation et fonctionnement

### Les réseaux
L'association repose sur cinq réseaux correspondant à cinq secteurs géographiques composés de parents, enseignants et chefs d'établissements des premier et second degré : Soule et Basse-Navarre, Pays de Hasparren, Bayonne-Anglet-Biarritz, Nive et Nivelle.
Soule et Basse-Navarre
Le réseau Soule et Basse-Navarre est réparti sur la province basque de Soule et les pays bas-navarrais de Baïgorry-Ossès, Cize, Mixe et Ostabarret.
Il regroupe sept écoles primaires et quatre collèges.
Pays de Hasparren
Le réseau Pays de Hasparren est réparti sur les pays bas-navarrais d'Agramont et d'Arbéroue et les communes labourdines de Bonloc, Briscous et Hasparren.
Il regroupe quatre écoles primaires, un collège et un lycée.
Bayonne-Anglet-Biarritz
Le réseau Bayonne-Anglet-Biarritz est réparti sur les communes labourdines d'Anglet, Arbonne, Bayonne, Biarritz, Boucau, Mouguerre et Saint-Pierre-d'Irube.
Il regroupe six écoles primaires, trois collèges et deux lycées.
Nive
Le réseau Nive est réparti sur les communes labourdines de Cambo-les-Bains, Espelette, Halsou, Itxassou, Larressore, Souraïde, Ustaritz et Villefranque.
Il regroupe huit écoles primaires, deux collèges et un lycée.
Nivelle
Le réseau Nivelle est réparti sur les communes labourdines d'Ascain, Ciboure, Hendaye, Saint-Jean-de-Luz, Saint-Pée-sur-Nivelle, Sare et Urrugne.
Il regroupe sept écoles primaires, trois collèges et un lycée.

### Le Conseil d'Administration
Le Conseil d'Administration de l'association est composé de parents d'élèves, d'enseignants et de chefs d'établissements issus des cinq réseaux précités.
Il met en œuvre la politique dont les orientations sont définies par l'Assemblée Générale.

## Fêtes et événements

### Journée internationale de la langue basque
Chaque année, à l'occasion de la journée internationale de la langue basque le 3 décembre, les élèves sont encouragés à manifester leur attachement à la langue basque à travers les médias actuels : photographies, enregistrements sonores, vidéos etc.

### Journée portes-ouvertes
Afin de valoriser l'enseignement catholique bilingue et de répondre aux questions des parents, les établissements scolaires organisent chaque année au mois de février une journée commune de portes-ouvertes permettant ainsi de mettre en lumière et de fédérer l'ensemble des écoles, collèges et lycées catholiques bilingues.

### Concours d'écriture de contes
Depuis 2016, les élèves des cycles 3 (CM1, CM2 et 6ème) et 4 (5ème, 4ème et 3ème) ainsi que les lycéens sont invités à participer au concours Haziak Idazle, concours d'écriture de contes en langue basque.

### Semaine du Théâtre
Chaque année, au mois de juin, plusieurs centaines d'élèves viennent assister à Antzerki Astea ou la Semaine du Théâtre en langue basque qui se déroule à Urrugne. Ils sont tour à tour acteurs, narrateurs mais aussi spectateurs durant une semaine consacrée à l'art du théâtre.

## Partenaires

### Partenaires catholiques
Direction diocésaine de l'enseignement catholique
Association des parents d'élèves de l'école libre

### Partenaires publics
Office public de la langue basque
Collectivités locales du Pays basque nord
Institut culturel basque

### Partenaires associatifs
Euskal Irratiak
Bai Euskarari

## Établissements catholiques bilingues

### Soule et Basse-Navarre
Premier degré

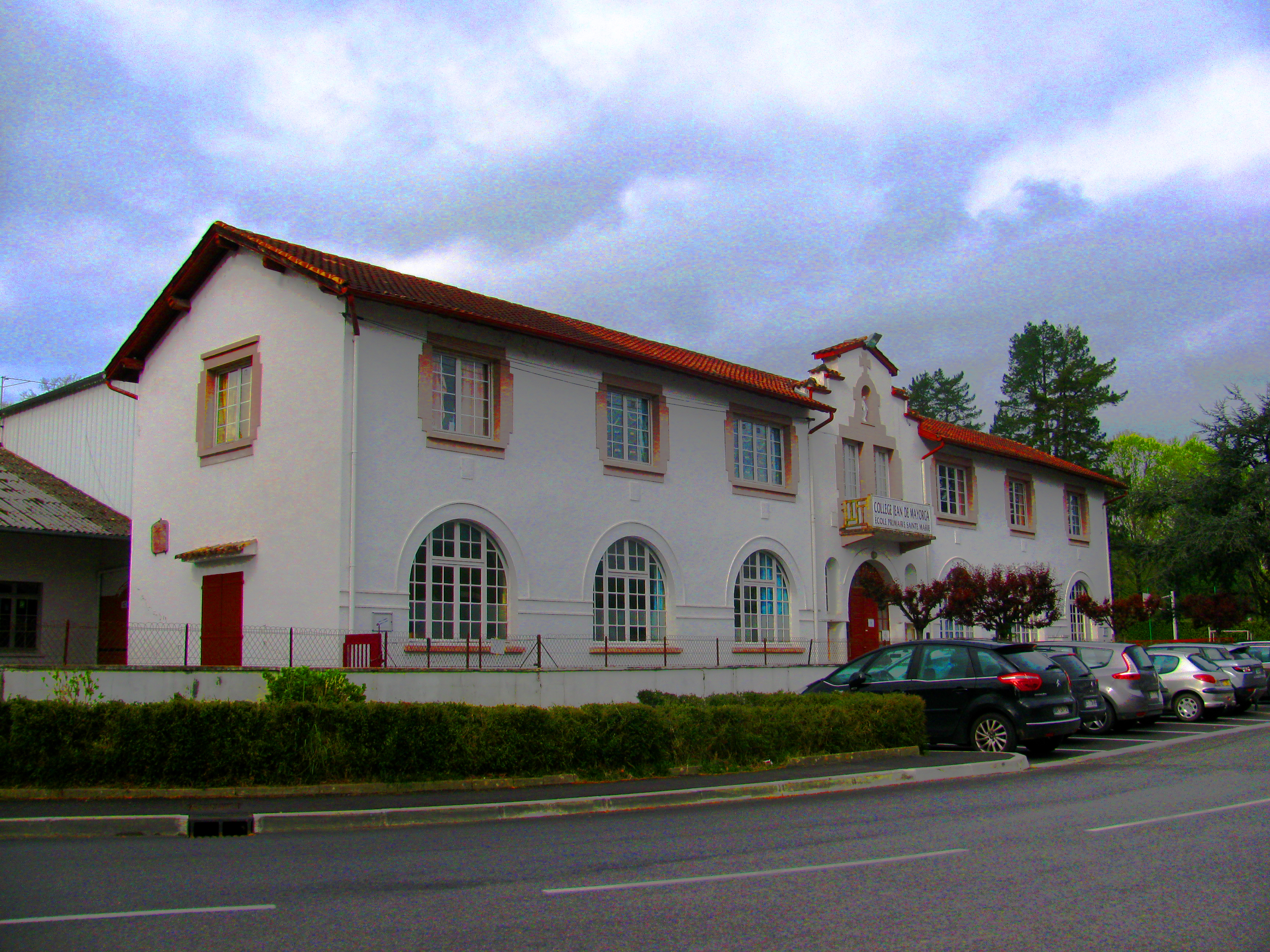
Groupe scolaire bilingue Sainte Marie - Mayorga à Saint-Jean-Pied-de-Port.

Sept écoles : Saint-Louis-de-Gonzague à Alçay-Alçabéhéty-Sunharette, Mendi-Alde aux Aldudes,Jeanne d'Arc à Mauléon, Saint-Michel à Ossès, Donostei à Saint-Étienne-de-Baïgorry, Sainte-Marie à Saint-Jean-Pied-de-Port et Etchecopar à Saint-Palais.
Second degré
Quatre collèges : Donostei à Saint-Étienne-de-Baïgorry, Mayorga à Saint-Jean-Pied-de-Port, Saint François d'Assise à Mauléon et Etchecopar à Saint-Palais.

### Pays de Hasparren
Premier degré
Quatre écoles : Immaculée-Conception à Ayherre, Saint-Joseph à Bonloc, Saint-Vincent à Briscous et Sainte-Thérèse à Hasparren.
Second degré
Un collège : Ursuya à Hasparren.
Un lycée : Saint-Joseph à Hasparren.

### Bayonne-Anglet-Biarritz
Premier degré

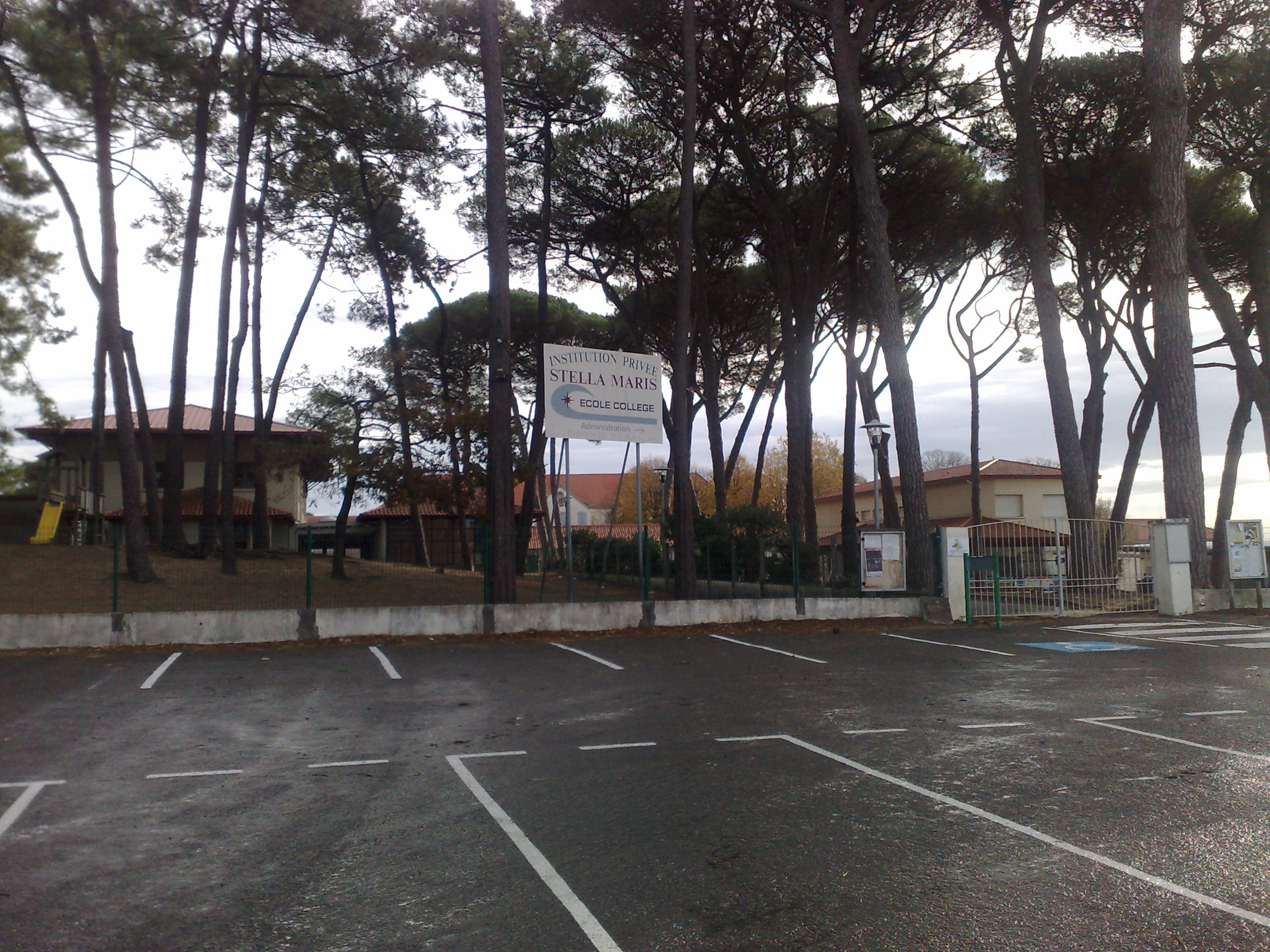
Institution bilingue Stella Maris à Anglet.

Six écoles : Stella Maris à Anglet, Saint-Laurent à Arbonne, Largenté à Bayonne, Sainte-Marie à Biarritz, Saint Pierre à Saint Pierre d'Irube et Sainte-Marie à Mouguerre.
Second degré
Trois collèges : Stella-Maris à Anglet, Immaculée Conception à Biarritz et Largenté à Bayonne.
Deux lycées : Sainte-Anne à Anglet et Saint-Louis - Villa Pia à Bayonne.

### Nive
Huit écoles : Sainte-Marie à Cambo-les-Bains, Saint-Étienne à Espelette, Maurice-Harriet à Halsou, Saint-Joseph à Itxassou, Saint-Martin à Larressore, Sacré Cœur à Souraïde, Saint-Vincent à Ustaritz et Sacré Cœur à Villefranque.
Second degré
Deux collèges : Saint-Michel-Garicoïts à Cambo-les-Bains et Saint-François-Xavier à Ustaritz.
Un lycée : Saint-Joseph à Ustaritz.

### Nivelle
Premier degré
Sept écoles : Sainte-Marie à Ascain, Saint-Michel à Ciboure, Saint-Vincent à Hendaye, Donibane-Sainte-Famille à Saint-Jean-de-Luz, Saint-Joseph à Saint-Pée-sur-Nivelle, Saint-Joseph à Sare et Saint-François-Xavier à Urrugne.
Second degré
Trois collèges : Saint-Vincent à Hendaye, Sainte-Marie à Saint-Jean-de-Luz et Arretxea à Saint-Pée-sur-Nivelle.
Un lycée : Saint-Thomas-d'Aquin à Saint-Jean-de-Luz.